# Exterritorial
Exterritorial is een Duitse actiefilm uit 2025, geschreven en geregisseerd door Christian Zübert. De hoofdrollen worden vertolkt door Jeanne Goursaud, Dougray Scott en Lera Abova. De film volgt een voormalig Special Forces-soldate die kampt met een posttraumatische-stressstoornis.
De film ging in première op Netflix op 30 april 2025.

## Verhaal
Sara Wulf (Jeanne Goursaud), voormalig Special Forces-soldate, bezoekt samen met haar zoon Josh het Amerikaanse consulaat in Frankfurt. Nadat haar zoon is verdwenen, herinnert niemand zich dat het jongetje ooit het gebouw is binnengaan. Sara neemt het heft in eigen hand omdat ze de Amerikanen niet vertrouwt en de Duitse autoriteiten geen toegang hebben tot het consulaat van de Verenigde Staten. Tijdens haar zoektocht ontmoet Sara de Wit-Russische vrouw Irina (Lera Abova), die beweert al maanden tegen haar wil vast te worden gehouden in het consulaat. Samen ontdekken de twee een samenzwering waarin consulaatbeveiliger Erik Kynch (Dougray Scott), een oude bekende van Sara, een duister spel speelt.

## Rolverdeling
| Acteur               | Personage            |
| -------------------- | -------------------- |
| Jeanne Goursaud      | Sara Wulf            |
| Dougray Scott        | Erik Kynch           |
| Lera Abova           | Irina / Kira Volkova |
| Kayode Akinyemi      | Sergeant Donovan     |
| Annabelle Mandeng    | Deborah Allen        |
| Lara Babalova        | servicemanager       |
| Godfrey Egbon        | Evan                 |
| Kris Saddler         | Justin Martello      |
| Rada Rae             | Aileen               |
| Rickson Guy da Silva | Josh                 |
| Susanne Michel       | Anja                 |
| Samuel Tehrani       | Talibanleider        |

## Productie
De film werd geproduceerd door Constantin Film, met Kerstin Schmidbauer als producent en Oliver Berben als uitvoerend producent. De opnames vonden plaats in Wenen met de hulp van FISAplus en werden afgerond eind 2023. De opnames vonden plaats op diverse locaties, waaronder het Alhtanstraße University Center, de grond waar van 1982 tot 2013 de Wirtschaftsuniversität Wien zich bevond.

## Release
"Exterritorial" werd uitgebracht op Netflix op 30 april 2025.